# NA-4241
La  NA-4241  es una carretera local perteneciente a la Red de Carreteras de Navarra que se inicia en PK 26,00 de NA-411 y termina en Anoz. Tiene una longitud de 4,4 kilómetros.